# Črni topol
Črni topol (znanstveno ime Populus nigra) je listopadno drevo iz družine vrbovk.

## Opis
Črni topol je hitro rastoče, dvodomno drevo, ki doseže v višino do 35, izjemoma tudi do 40 metrov. Običajno imajo deblo premera do 1,5 m, posamezna drevesa v Franciji pa imajo debla s premerom do 3 m. Listi so trikotne oblike, so polno razviti topo ali redko nazobčani. S ploščatimi peclji so pritrjeni na veje. Mladi listi so trikotno ali dlanasto deljeni. Dolgi so med 5 in 8 cm ter široki med 6 in 8 cm. Obe strani listov sta zelene barve.

### Podvrste
Priznane so tri podvrste črnega topola, čeprav nekateri znanstveniki priznavajo štiri:
- Populus nigra subsp. nigra. Osrednja in vzhodna Evropa. Listi in poganjki so bleščeči, skorja sivo-rjava.
- Populus nigra subsp. betulifolia (Pursh) W.Wettst. Severozahodna Evropa (Francija, Velika Britanija, Irska). Listne žile in poganjki so puhasto poraščeni, skorja je sivo-rjave barve.
- Populus nigra subsp. caudina (Ten.) Bugała. Sredozemlje, tudi jugozahodna Azija, če se ne upošteva var. afghanica.
- Populus nigra var. afghanica Aitch. & Hemsl. (syn. P. nigra var. thevestina (Dode) Bean). Jugozahodna AzijaSouthwest; nekateri botaniki jo uvrščajo kot kultivar P. nigra,[3] drugi pa P. afghanica uvrščajo v samostojno vrsto;[4] skorja gladka, skoraj bele barve; listi in poganjki enaki kot pri podvrsti caudina.

## Razširjenost in uporabnost
Črni topol je samonikel v Evropi, jugozahodni in osrednji Aziji ter severozahodni Afriki. Je pionirska vrsta,  ki raste hitro na vlažni podlagi na nizkih nadmorskih višinah.
Les črnega topola je lahek, mehek in tehnično ne najbolj kakovosten. Največ se uporablja za izdelavo furnirja.